# Forças de Assalto Aéreo da Ucrânia
As Forças de Assalto Aéreo Ucraniano (DShV, de "Desantno-shturmovi viyska Ukrayiny", em ucraniano:  Десантно-штурмові війська України [ ДШВ ];' Forças de Ataque Aéreo da Ucrânia'), conhecido anteriormente até 2017 como as Forças Aerotransportadas da Ucrânia (VDV, de em ucraniano:  Високомобільні десантні війська України, transl. Vysokomobil'ni desantni viyska Ukrayiny), são um ramo das Forças Armadas da Ucrânia. As forças de assalto aéreo são unidades terrestres de alta prontidão que servem como paraquedistas militares ou cavalaria aérea. As forças de assalto aéreo estão em constante prontidão de combate e são o ramo de alta mobilidade das forças armadas. Eles são considerados a elite das forças armadas da Ucrânia.
A DShV é baseada nas Tropas Aerotransportadas da União Soviética (VDV). E assim como sua contraparte na Rússia (Tropas Aerotransportadas da Federação Russa ou VDV) e diferente de outras unidades paraquedistas ao redor do mundo, a DShV é um ramo separado do Exército Ucraniano ou da Força Aérea da Ucrânia.

## História

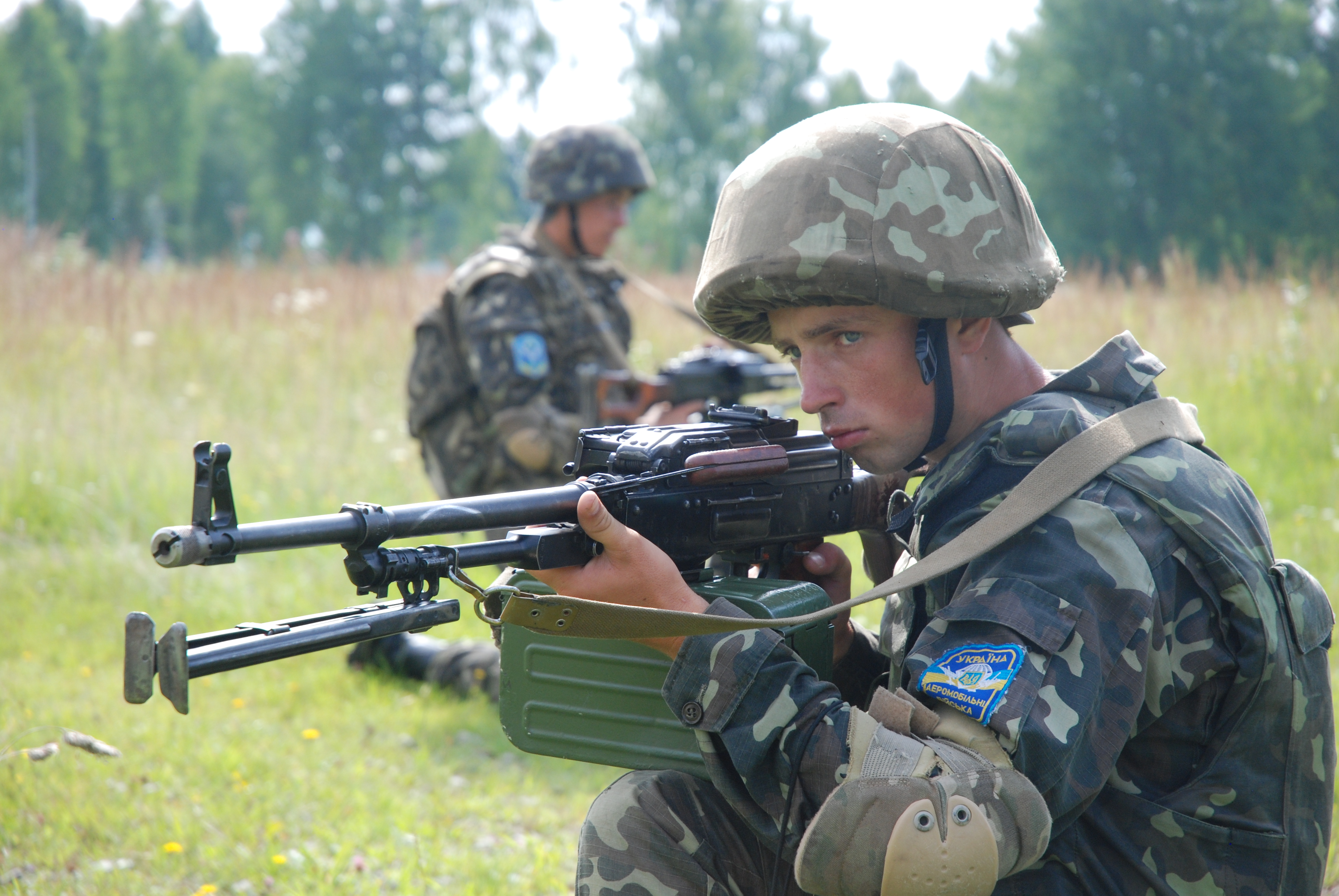
Soldados da VDV em 2011 em um treinamento

As Forças de Ataque Aéreo da Ucrânia foram criadas em 1992 a partir de unidades das Tropas Aerotransportadas Soviéticas estacionadas em território ucraniano após a Dissolução da União Soviética e a Declaração da Independência da Ucrânia.
Nos 15 anos após sua criação, os paraquedistas ucranianos serviram em Forças de manutenção da paz das Nações Unidas nos Balcãs, no Iraque, Kuwait, Líbano, Serra Leoa, Libéria, Etiópia, Geórgia e República Democrática do Congo. Em 2007, o 13º Batalhão Aeromóvel Separado serviu como parte do Batalhão da Força de Paz polaco-ucraniana, uma unidade de manutenção da paz com a Força do Kosovo.

### Guerra em Donbas
Em agosto de 2014 durante a Guerra em Donbas, a 95ª Brigada de Assalto Aéreo realizou um ataque por trás das linhas separatistas. A 95ª Brigada, que havia sido reforçada com blindados lançou um ataque surpresa às linhas separatistas, invadiu suas áreas de retaguarda, lutou por 450 quilômetros e destruiu ou capturou vários Tanques e peças de artilharia russos antes de retornar às linhas ucranianas e estabelecer um corredor no qual as unidades do exército ucraniano e os civis presos na fronteira poderiam recuar. Foi um dos mais longos ataques blindados da história militar.

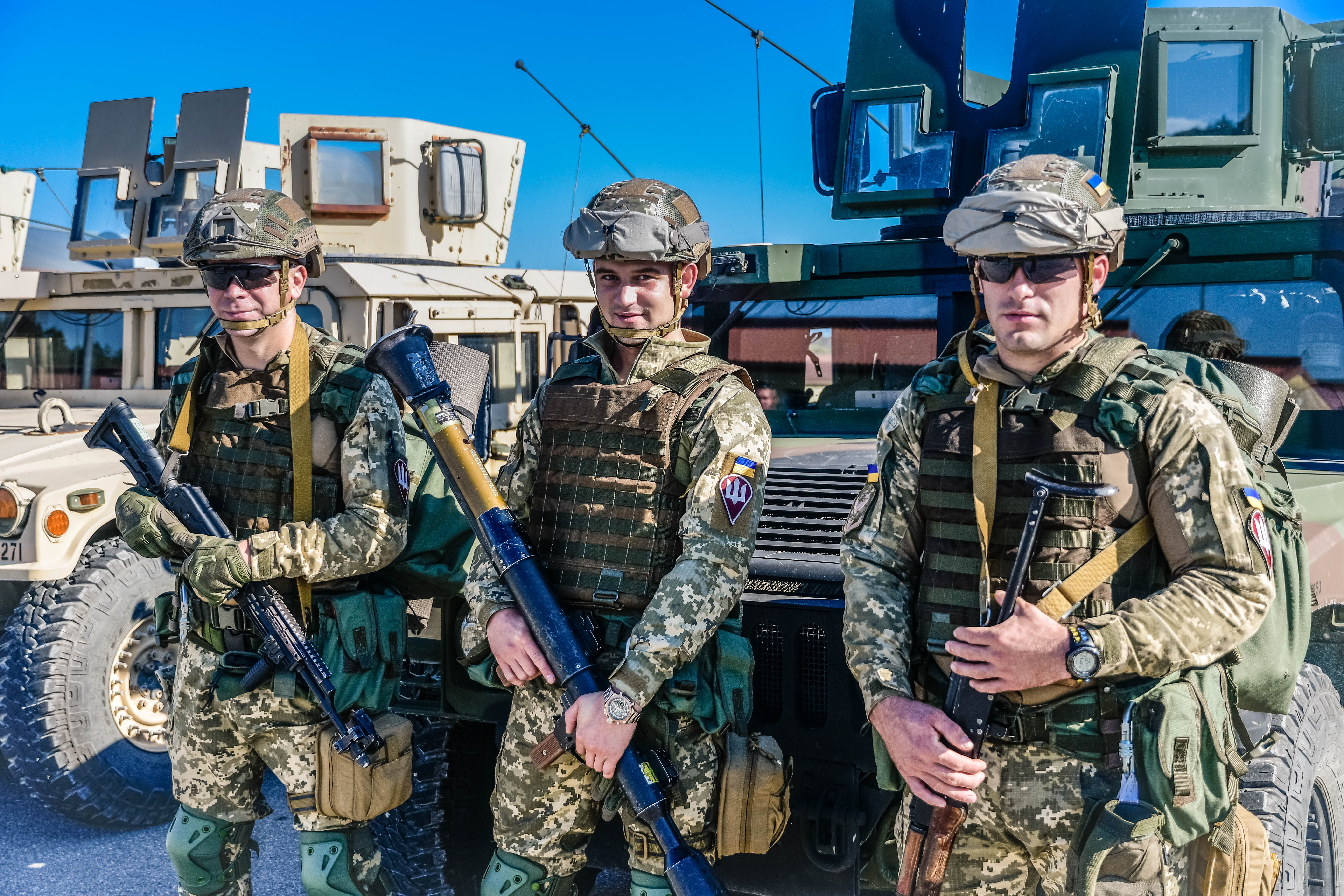
Soldados das Forças de Assalto Aéreo de 2018

Em 21 de novembro de 2017 (Dia dos Paraquedistas da Ucrânia), o presidente Petro Poroshenko afirmou que 469 paraquedistas ucranianos foram mortos na guerra (em andamento) em Donbas. Em 21 de novembro de 2018, ele ajustou para 487 mortos.

### Reformas em 2017

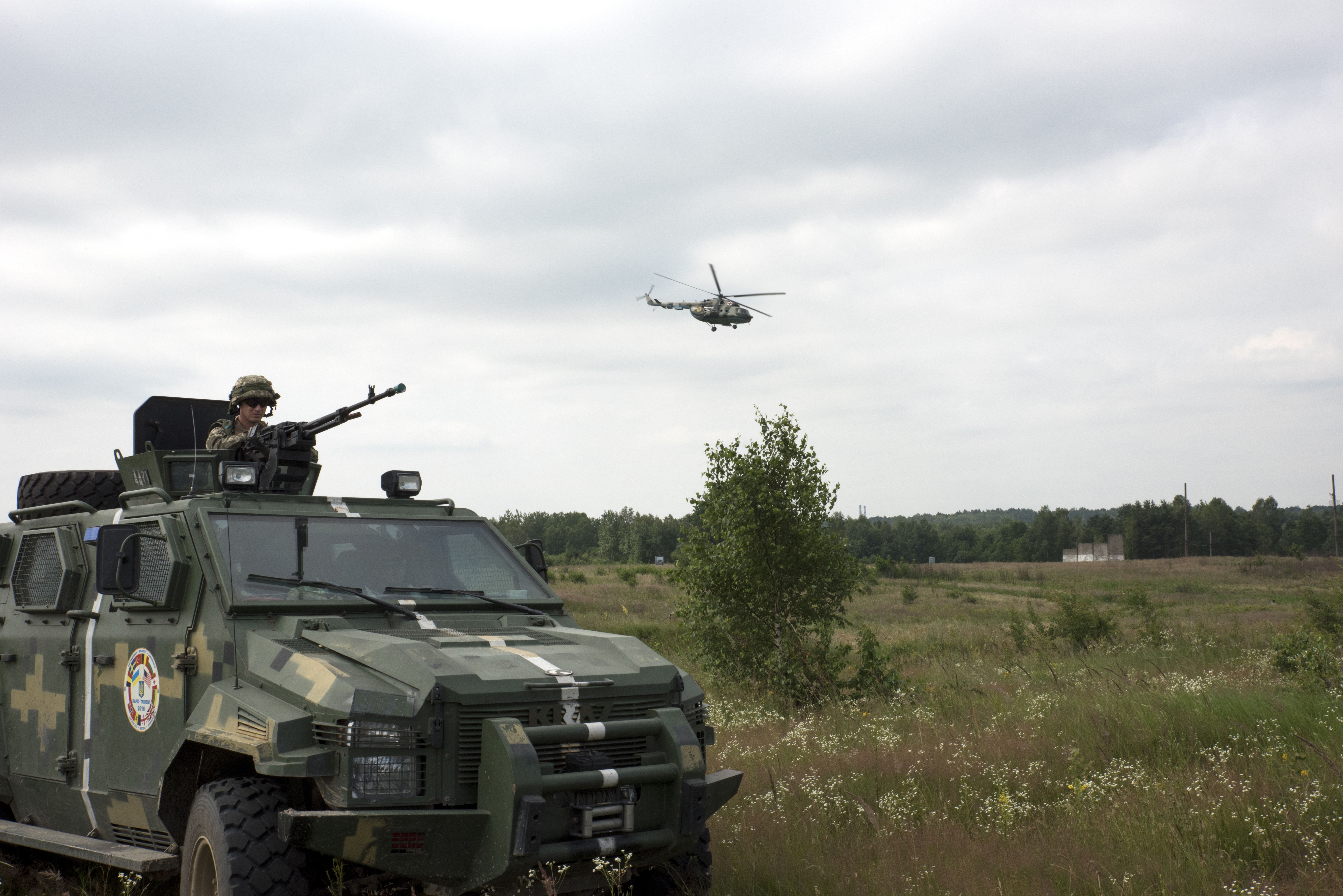
Forças de Assalto Aéreo em um exercício militar em 2016

Em 21 de novembro de 2017, as Forças de Assalto Aéreo também receberam sua nova insígnia (um paraquedas com as asas do Arcanjo Miguel e "a espada flamejante com a qual ele atinge os inimigos"). A cor dos paraquedistas ucranianos também foi alterada para marrom. 21 de novembro de 2017 foi a primeira vez que o Dia das Forças de Ataque Aéreo na Ucrânia foi comemorado em 21 de novembro. Até 2017 este dia era comemorado em 2 de agosto, como era na União Soviética.
Segundo o presidente Poroshenko, “é lógico comemorar em 21 de novembro. O habitual 2 de agosto é a data do primeiro salto de paraquedistas no Distrito Militar de Moscou. E nós? Moscou não é Kiev. A Ucrânia não é a Rússia." Ele acrescentou que "o início do novo Dia do Paraquedista é parte da ucranianação do calendário histórico e político - a substituição do russo-soviético imposto sobre nós". A partir de 2017, a DShV usa as boinas marrons comuns entre muitas unidades aéreas ocidentais.